# Juris Laizāns
Juris Laizāns (* 6. Januar 1979 in Riga) ist ein ehemaliger lettischer Fußballspieler. Er spielte auf der Mittelfeldposition und bestritt für die Nationalmannschaft Lettlands insgesamt 111 Spiele und schoss dabei 15 Tore.

## Karriere
Vereine
- 1997: Skonto Riga (2/0)
- 1998: Skonto Riga (26/1)
- 1999: Skonto Riga (27/3)
- 2000: Skonto Riga (26/6)
- 2001: PFK ZSKA Moskau (26/0)
- 2002: ZSKA Moskau (26/3)
- 2003: ZSKA Moskau (21/1)
- 2004: ZSKA Moskau (4/0)
- 2005: ZSKA Moskau (3/1)
- 2005: Torpedo Moskau (9/1)
- 2006: FK Rostow (21/1)
- 2007: FK Kuban Krasnodar (24/4)
- 2008: Schinnik Jaroslawl (24/1)
- 2009: Olimps Riga
- 2010: Saljut Belgorod
- 2011: Skonto Riga
- 2011: Fakel Woronesch

Erfolge
- Lettischer Meister mit Skonto Riga: 1998, 1999, 2000
- Russischer Meister mit ZSKA Moskau: 2003
- Russischer Pokalsieger mit ZSKA Moskau: 2005
- UEFA-Cup Sieger mit ZSKA Moskau: 2005
- Baltic Cup Sieger 2003 mit der Lettischen Nationalmannschaft